# Plusy dodatnie, plusy ujemne (film)
Plusy dodatnie, plusy ujemne – wyprodukowany przy współudziale TVP film dokumentalny Grzegorza Brauna opisujący postać tajnego współpracownika Służby Bezpieczeństwa o pseudonimie „Bolek”. 
W filmie przedstawiono dokumenty oraz wypowiedzi świadków, według których „Bolek” to Lech Wałęsa.        W 2006 Telewizja Polska odmówiła emisji filmu.

## Obsada
- Krzysztof Wyszkowski – on sam
- Henryk Lenarciak – on sam
- Henryk Jagielski – on sam
- Joanna Duda-Gwiazda – ona sama
- Andrzej Gwiazda – on sam
- Lech Wałęsa – on sam
- różne osoby publiczne w materiałach archiwalnych